# Chronische granulomateuze ziekte
Chronische granulomateuze ziekte (Chronic Granulomatous Disease, CGZ) is de naam voor een groep genetische aandoeningen waarbij bepaalde cellen van het immuunsysteem niet de juiste bestanddelen kunnen produceren. Het gaat om het reactief superoxideradicaal dat in de cel opgenomen (gefagocyteerde) micro-organismen helpt te doden. Dit leidt tot de vorming van granulomen in veel organen. CGZ treft ongeveer 1 op de 200.000 mensen.
CGZ werd voor het eerst beschreven in 1959 als “fatale granulomatosis op de kinderleeftijd". Het mechanisme dat CGZ veroorzaakt is ontdekt in 1967, en sindsdien zijn de moleculaire mechanismen die de ziekte veroorzaken beschreven.

## Pathofysiologie
Fagocyten (waartoe neutrofiele granulocyten, eosinofiele granulocyten, monocyten en macrofagen behoren) hebben een aantal enzymen nodig om zuurstofradicalen te produceren (reactief oxygen species, ROS). Deze zuurstofradicalen zijn nodig om bacteriën te vernietigen nadat deze door fagocytose zijn opgenomen. Tezamen worden deze enzymen "fagocyt NADPH-oxidase" genoemd. De eerste stap in dit proces is de reductie van moleculair zuurstof tot een superoxideradicaal. Superoxide wordt vervolgens gesplitst in peroxide, hydrocyl-radicaal en hypochloriet. Het aldus ontstane ROS is giftig voor bacteriën en helpt de fagocyt om deze te doden. Defecten in een van deze enzymen kunnen ieder voor zich CGZ in verschillende mate van ernst veroorzaken. Er zijn ruim 410 defecten van dit enzymcomplex bekend.

## Genetica
De meeste gevallen van CGZ ontstaan door een mutatie van het X-chromosoom en worden daarom een "geslachtgebonden aandoening" (ook wel X-chromosoom gebonden) genoemd. Het aangedane gen op het X-chromosoom codeert voor het eiwit glycoproteïne91 (gp91). CGZ kan ook “autosomaal recessief” worden doorgegeven.
Een te geringe aanmaak van NADPH, de cofactor die nodig is voor de synthese van superoxide, kan aanleiding geven tot het ontstaan van CGZ. Dit is beschreven bij vrouwen die homozygoot zijn voor het genetische defect dat glucose-6-fosfaatdehydrogenasedeficiëntie (G6PD) veroorzaakt.

## Klinische verschijnselen
Patiënten met CGZ lijden aan herhaaldelijke periodes met infecties als gevolg van de verminderde afweer. De terugkerende infecties zijn in afnemende volgorde:
- pneumonie
- abcessen van de huid, weefsels en organen
- gewrichtsontsteking (artritis)
- osteomyelitis
- bacteremie/fungemie
- oppervlakkige huidinfecties zoals cellulitis of impetigo

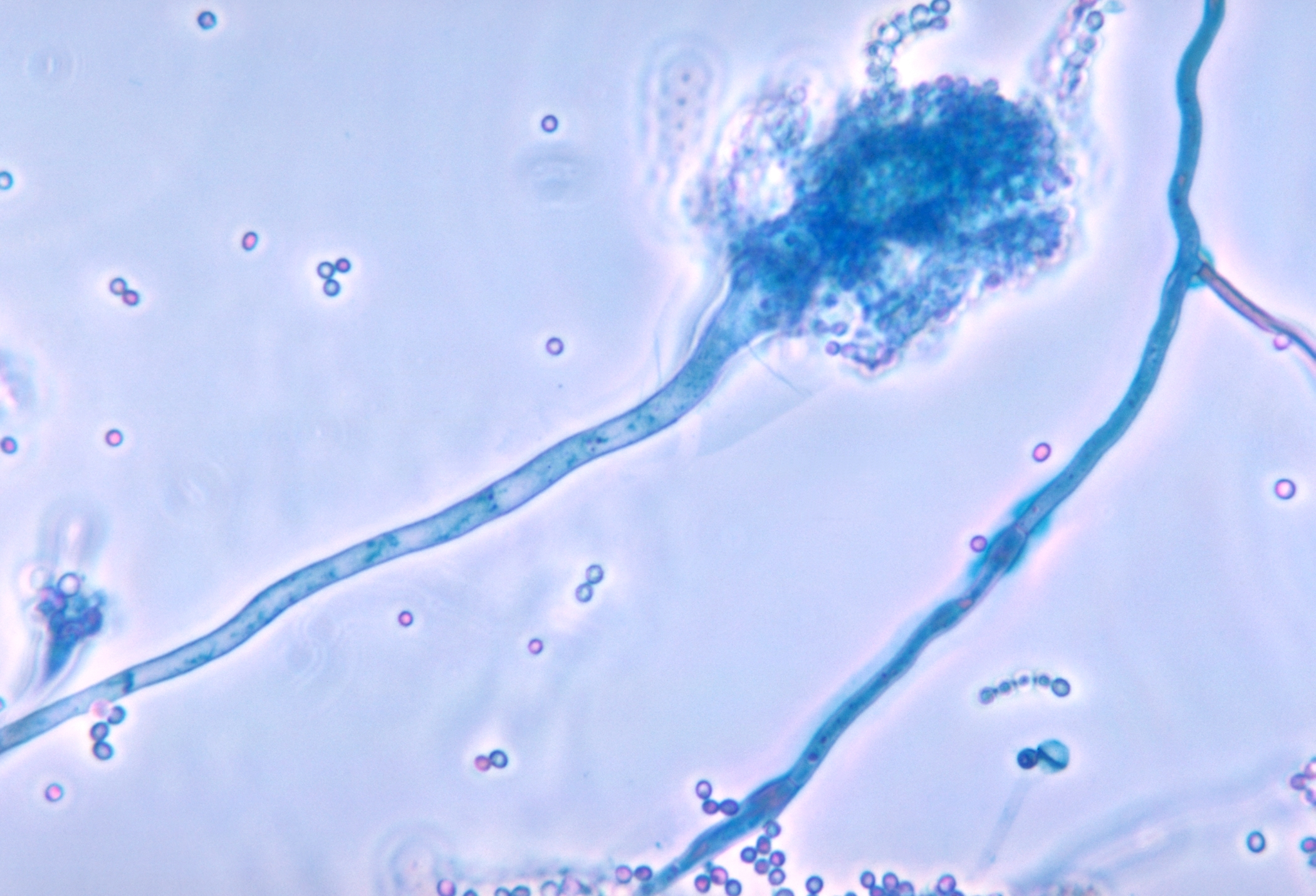
Microscopische opname van de schimmel Aspergillus fumigatus, een micro-organisme dat ziekte kan veroorzaken bij mensen met CGZ.

Mensen met CGZ worden soms geïnfecteerd met micro-organismen die maar zelden infecties veroorzaken bij mensen met een normaal immuunsysteem. Voorbeelden zijn Staphylococcus aureus, Escherichia coli, Klebsiella species, Aspergillus species, en Candida species.
De schimmel Aspergillus, vooral ‘’Aspergillus fumigatus’’ heeft een bijzonder vermogen om infectie te veroorzaken bij CGZ.

## Voetnoten
1. ↑  Bridges RA, Berendes H, Good RA. A fatal granulomatosis of childhood: the clinical, pathological, and laboratory features of a new syndrome. AMA J Dis Child 1959;97:387-408. PMID 13636694